# تيتنانغ
يتنانغ (بالألمانية : Tettnang) هي بلدة في بودنسي في منطقة جنوب بادن-فورتمبيرغ ألمانيا في منطقة المعروفة باسم شوابيا.
و تقع على مسافة 7 كم من بحيرة Lake Constance. المنطقة تنتج كميات كبيرة من Tettnang .

## التاريخ
لقد ذكر اسم Tettinang أو Tettinac في 882 في وثائق دير سانت غال. في بداية القرن 10 . منحت بلدة امتيازات عام 1294 من قبل الملك أدولف ناسو. في 1780 بيعت المقاطعة إلى النمسا، مع قلعة Tettnang لسداد الديون. أصبحت جزءا من مقاطعة النمسا تحت بيت هابسبورغ. في سلام برسبورغ من 1805 أصبح الملكية البافارية الذي أعطاه لفورتمبيرغ بعد خمس سنوات. مع دمج بادن، هوهنزولرن فورتمبيرغ في عام 1952 وأصبحت جزءا من الدولة الجديدة شكلت بادن-فورتمبيرغ. حتى عام 1973 كانت عاصمة Tettnang المنطقة التي اندمجت مع أجزاء من منطقة Überlingen لتشكيل بودنسي